# Corvula
Corvula is een geslacht van straalvinnige vissen uit de familie van ombervissen (Sciaenidae).

## Soorten
- Corvula macrops (Steindachner, 1876)
- Corvula batabana (Poey, 1860)